# Henry Youl
Henry Youl (12 de octubre de 1995) es un deportista australiano que compite en remo. Ganó una medalla de bronce en el Campeonato Mundial de Remo de 2022, en la prueba de ocho con timonel.

## Palmarés internacional
| Campeonato Mundial | Campeonato Mundial       | Campeonato Mundial | Campeonato Mundial |
| Año                | Lugar                    | Medalla            | Prueba             |
| ------------------ | ------------------------ | ------------------ | ------------------ |
| 2022               | Račice (República Checa) | Medalla de bronce  | Ocho con timonel   |